# Pietragalla
Pietragalla ist eine Gemeinde in Italien in der Provinz Potenza in der Region Basilikata. Sie hat 3818 Einwohner (Stand 31. Dezember 2023) auf einer Fläche von 65 km².

## Geographie
Pietragalla liegt 20 km nordwestlich von Potenza. Die angrenzenden Gemeinden sind Acerenza, Avigliano, Cancellara, Forenza, Potenza und Vaglio Basilicata.

## Sehenswürdigkeiten
Die Hauptkirche von Pietragalla ist dem Heiligen Nikolaus von Bari geweiht. Die dreischiffige Kirche wurde Anfang des 13. Jahrhunderts errichtet. Ihr heutiges Aussehen erhielt sie zwischen 1712 und 1750. Unter dem Altar liegen Reliquien des Heiligen Theodosius, des Patrons von Pietragalla. Außerdem gibt es im Ort einen Herzogspalast aus dem 15. Jahrhundert und ein kleines Landwirtschaftsmuseum.